# Windhund

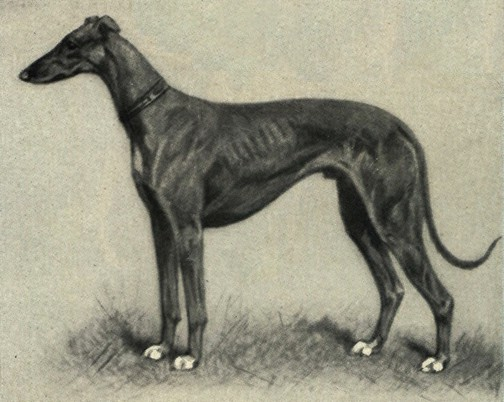
Greyhound, Großer Englischer Windhund

Windhunde (veraltet Windspiele) ist die Bezeichnung für alle hochläufigen, oft schlanken Hetzhunde, die ihre Beute vornehmlich auf Sicht jagen. Ihre ursprüngliche Aufgabe bestand darin, gesundes Wild (Hasen, Füchse, Rehe) im Laufen einzuholen. Windhunde zählen nach dem Geparden zu den schnellsten Landtieren der Erde.
In der Systematik der FCI gehören die Windhunde zur Gruppe 10. Einige windhundähnliche Rassen aus der Familie der Podencos werden in der Gruppe 5 – Spitze und Hunde vom Urtyp gelistet. Nach angelsächsischer Systematik werden die Windhunde als Teil der Hound Group eingeteilt.

## Name
Die im Deutschen verbreitete Bezeichnung Windhund bedeutet ursprünglich wendischer (slawischer) Hund, was dann darauf hinwiese, dass Windhunde im deutschen Sprachraum vor allem aus dem slawischen Raum bekannt gewesen seien. Dann wäre der Bezug zum deutschen Wort Wind (Luftzug) ein klassischer Fall von Volksetymologie. 
Nach anderer Auffassung handelt es sich bei dem älteren Begriff „wint“ um eine Übertragung oder Abwandlung des lateinischen „vertragus.“ Letzterer Begriff, der in den alten germanischen Volksrechten Verwendung fand, entstamme – wie schon von Arrian postuliert – ursprünglich dem Keltischen und beziehe sich auf die Schnelligkeit dieses Hundetyps. Die erläuternde Zusammensetzung zu Wind-Hund oder Wind-Spiel sei erst in späterer Zeit vorgenommen worden. Hiernach handelte es sich also nicht um eine Volksetymologie.
Auf den Zusammenhang der Jagd möchte die Möglichkeit weisen, dass wint im Althochdeutschen die Jagd bezeichnete.
Im Englischen werden Windhunde nach ihrer Jagdmethode, der Jagd auf Sicht, als sighthound oder gazehound bezeichnet. In verschiedenen romanischen Sprachen werden sie nach ihrer hauptsächlichen Beute als „Hasenhund“ bezeichnet (frz. lévrier, ital. levriero, span. lebrel, port. lébrel).
Verschiedene Windhundrassen entsprechen in ihrem Namen dem Begriff „Windhund“ in der Sprache des Herkunftslandes. Beispiele dafür sind spanisch galgo (daher die Rasse Galgo Español), ungarisch agár (Magyar Agár), polnisch chart (Chart Polski) oder russisch borsaja (Barsoi).

## Geschichte

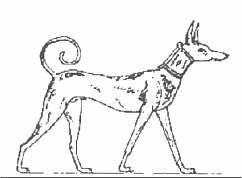
Tesem auf der Hundestele aus dem Grab von Antef II., um 2065 v. Chr.

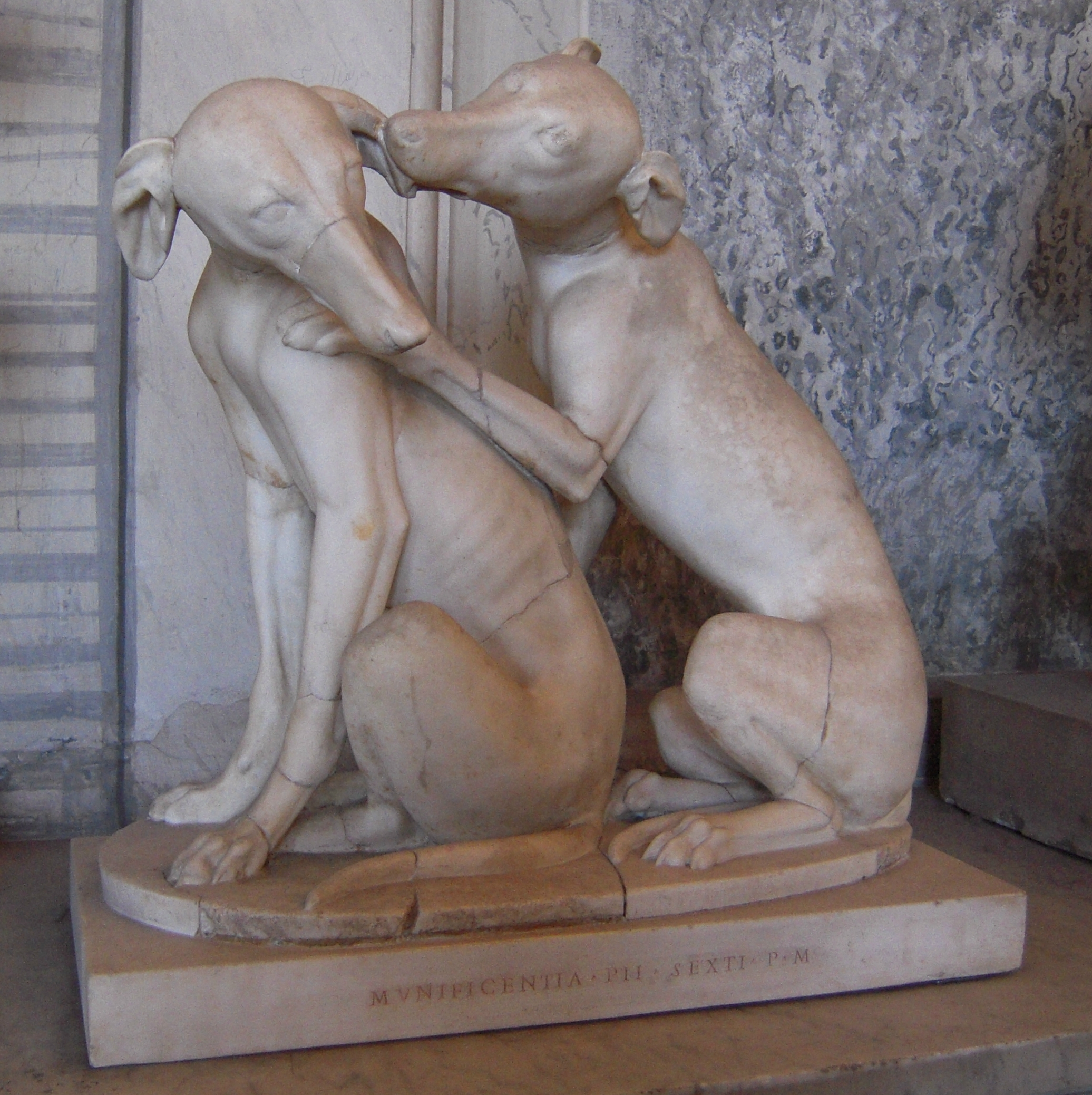
Zwei Windhunde; römische Plastik,
2. Jh. v. Chr.

### Antike
Gemeinsam mit dem Molosser ist der Windhund das älteste bekannte Beispiel einer phänotypischen Spezialisierung des Haushunds im Hinblick auf eine bestimmte Verwendung. Schon die frühesten Abbildungen von Hunden zeigen Beispiele des Windhundtyps: schlanke, hochläufige Hunde mit spitzem Fang. In verschiedenen Regionen haben sich durch Züchtung unterschiedliche windhundartige Rassen herausgebildet, die an die jeweiligen Umweltbedingungen angepasst sind.
Die ältesten Bilder von Windhunden finden sich in altägyptischen Darstellungen aus der prädynastischen Zeit (4. Jahrtausend v. Chr.) Die schlanken, hochläufigen Jagdhunde der Ägypter werden in der Kynologie als Tesem bezeichnet und ähneln im Typ am ehesten den modernen Podencos. Manche Autoren postulieren, dass diese Rassen auf die Verbreitung der Tesems durch die Phönizier zurückgehen; einen schlüssigen Beweis für diese Hypothese gibt es nicht.
Im antiken Griechenland verfasste Xenophon im 4. Jahrhundert v. Chr. mit seinem Werk Kynegetikós die älteste erhaltene Beschreibung der verschiedenen Jagdhundetypen. Darin beschreibt er unter anderem ausführlich die Technik der Hasenhetze mit Windhunden.
Im alten Rom verfasste Arrian im 2. Jahrhundert n. Chr. verschiedene Abhandlungen über die Jagd mit Hunden. Er teilte die Jagdhunde in drei verschiedene Gruppen ein, nämlich in pugnaces (Molosser), sagaces (Bracken, Laufhunde) und celeres (Windhunde). Andere Bezeichnungen für Windhunde aus dem alten Rom sind vertragi und canes græci (griechische Hunde; davon abgeleitet der graioïde Hundetyp).

### Mittelalter

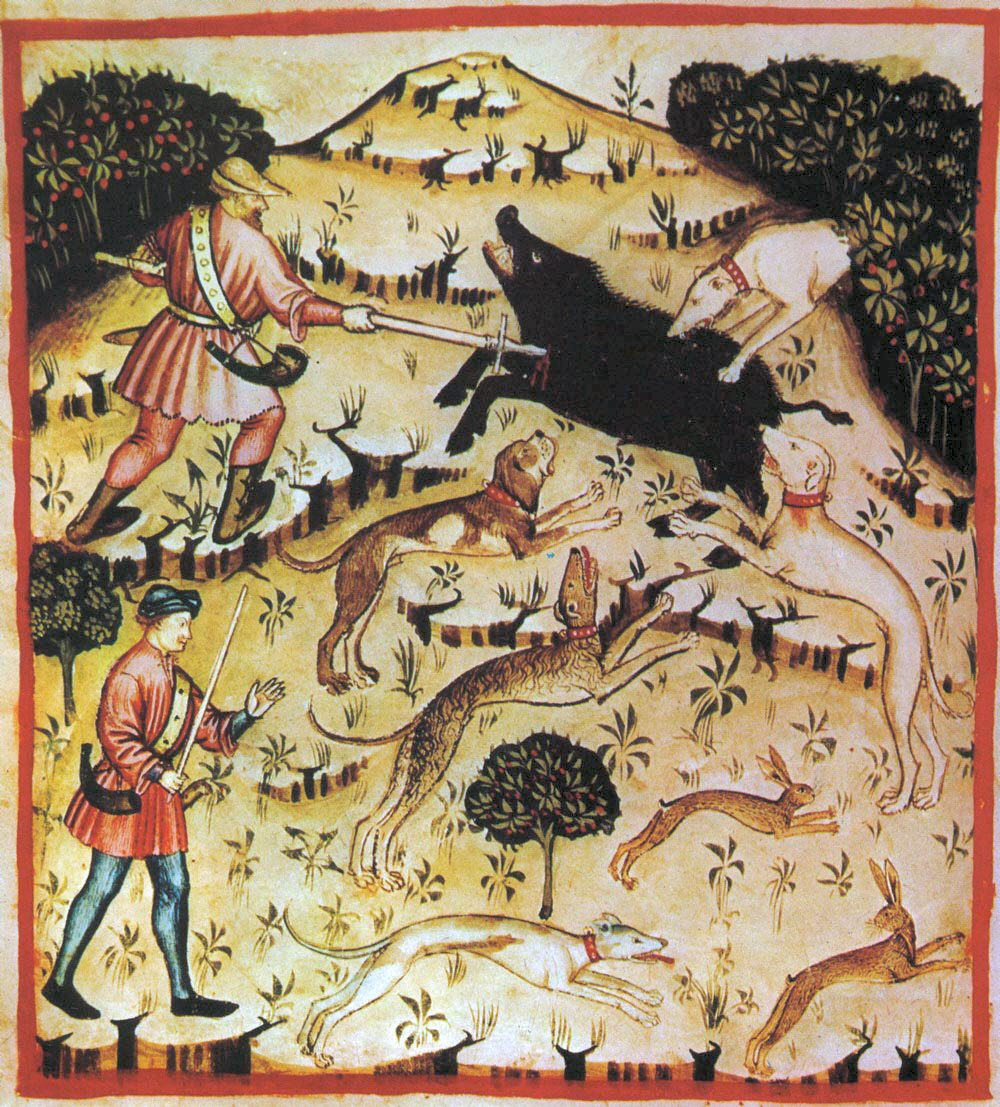
Jagd mit Windhunden, 14. Jahrhundert

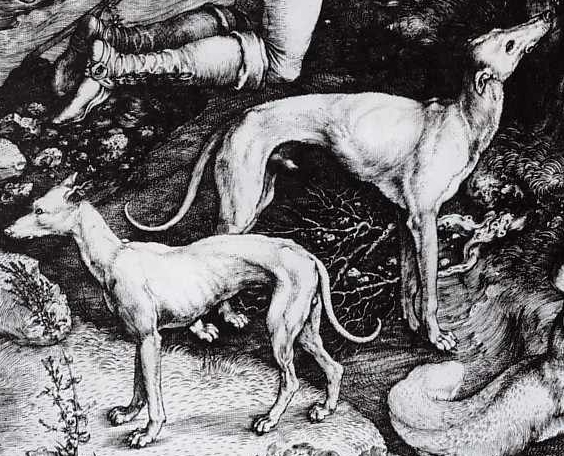
Detail aus einem Stich von Albrecht Dürer, ca. 1500

Im Mittelalter wurde der Besitz von Windhunden zu einem Vorrecht des Adels. König Knut der Große von England erließ 1016 seine Forest Laws, in denen er festlegte, dass nur Adlige Windhunde besitzen durften. Im Gegensatz zu den meisten anderen Hunden genossen Windhunde ein hohes Ansehen; beispielsweise erließ König Howell der Gute im 10. Jahrhundert in Wales ein Gesetz, wonach das Töten eines Windhunds mit der Todesstrafe bedroht war. Für einen Windhund wurden sogar höhere Preise verlangt als für einen Leibeigenen.
Edmund de Langley beschrieb im Jahr 1370 in seinem Buch Mayster of Game den idealen Windhund folgendermaßen:

„Der Windhund sollte einen langen, etwas spitzen Kopf haben, ein gutes großes Maul mit Scherengebiss. [...] Sein Hals soll stark und lang sein, gebogen wie bei einem Schwan; die Schultern wie bei einem Rehbock, die Vorderbeine gerade, nicht jedoch die Hinterbeine [...] die Pfoten rund wie bei der Katze, mit großen Krallen; die Knochen und Gelenke am Oberschenkel groß und stark wie bei einem Hirsch; die Unterschenkel stark und gebogen wie bei einem Hasen; die Hacken gerade, und nicht gedreht wie bei einem Ochsen. Der Schwanz wie bei der Katze, mit einem Ring am Ende, aber nicht zu hoch.“

Ebenfalls aus dem Mittelalter stammt die Legende vom Windhund Guinefort, der in der französischen Region Dombes ab dem 13. Jahrhundert als Heiliger verehrt wurde.

### Renaissance
In der Renaissance blieb der Besitz von Windhunden weiterhin ein Vorrecht des Adels. Im 16. Jahrhundert verfasste der Duke of Norfolk im Auftrag der Königin Elisabeth I. erstmals Regeln zur Hasenhetze mit Windhunden, in denen unter anderem die Anzahl Hunde pro Hase, der dem Hasen zu gewährende Vorsprung und die Bestimmungen zur Wertung eines Laufs festgehalten wurden.

## Verwendung

### Jagd
Windhunde wurden zur Hetzjagd auf Sicht gezüchtet – sie verfolgen ihre Beute also nicht mit Hilfe des Geruchssinns, sondern mit Hilfe des Sehsinns. Außerhalb Europas, aber auch in einigen europäischen Ländern wie Spanien, Russland und Irland werden Windhunde vielfach noch zur Jagd verwendet. Am verbreitetsten ist dabei die Hasenhetze. 
Neben der Hasenhetze wurde die Hetzjagd auf Sicht mit Windhunden historisch auch als Methode zur Jagd auf größere Tiere eingesetzt – so beispielsweise auf Hirsche (Deerhound, Staghound) und Wölfe (Barsoi, Irischer Wolfshund). Windhunde werden heute im Amerikanischen Westen noch zur Jagd auf Kojoten eingesetzt. Auf der Arabischen Halbinsel werden Saluki gemeinsam mit Falken zur Jagd auf Hasen und Gazellen verwendet.

### Hundesport

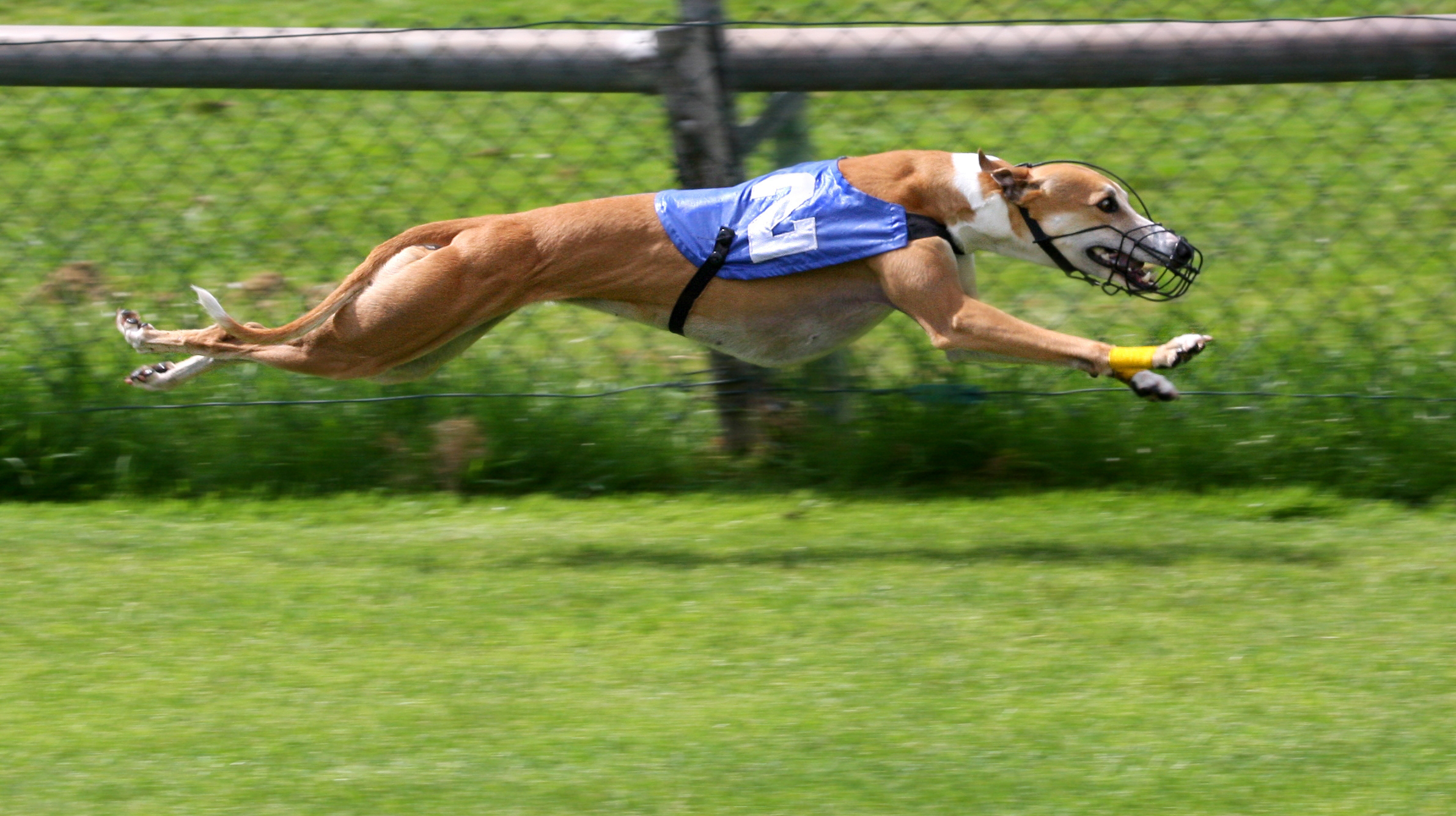
Ein Windhund während eines Rennens

Obwohl alle Windhundrassen ursprünglich für die Jagd gezüchtet wurden, werden sie in den meisten europäischen Ländern heute nur noch als Haus- und Begleithunde gehalten und zu Amateur-Sportveranstaltungen wie Hunderennen und Coursings eingesetzt. In den angelsächsischen Ländern sind kommerzielle Windhundrennen verbreitet, bei denen fast ausschließlich Greyhounds und Whippets zum Einsatz kommen.

## Systematik

### Nach Herkunft
Innerhalb der Windhunde werden nach geografischer Herkunft weiterhin folgende Gruppen unterschieden:
- Okzidentale Windhunde (Rosenohren, Sprinter)
- Orientale Windhunde (Schlappohren, vom Wesen eigenständiger, ausdauernder)
- Mediterrane Windhunde (erkennbar an den Stehohren, wie sie der Pharaoh Hound aufweist)

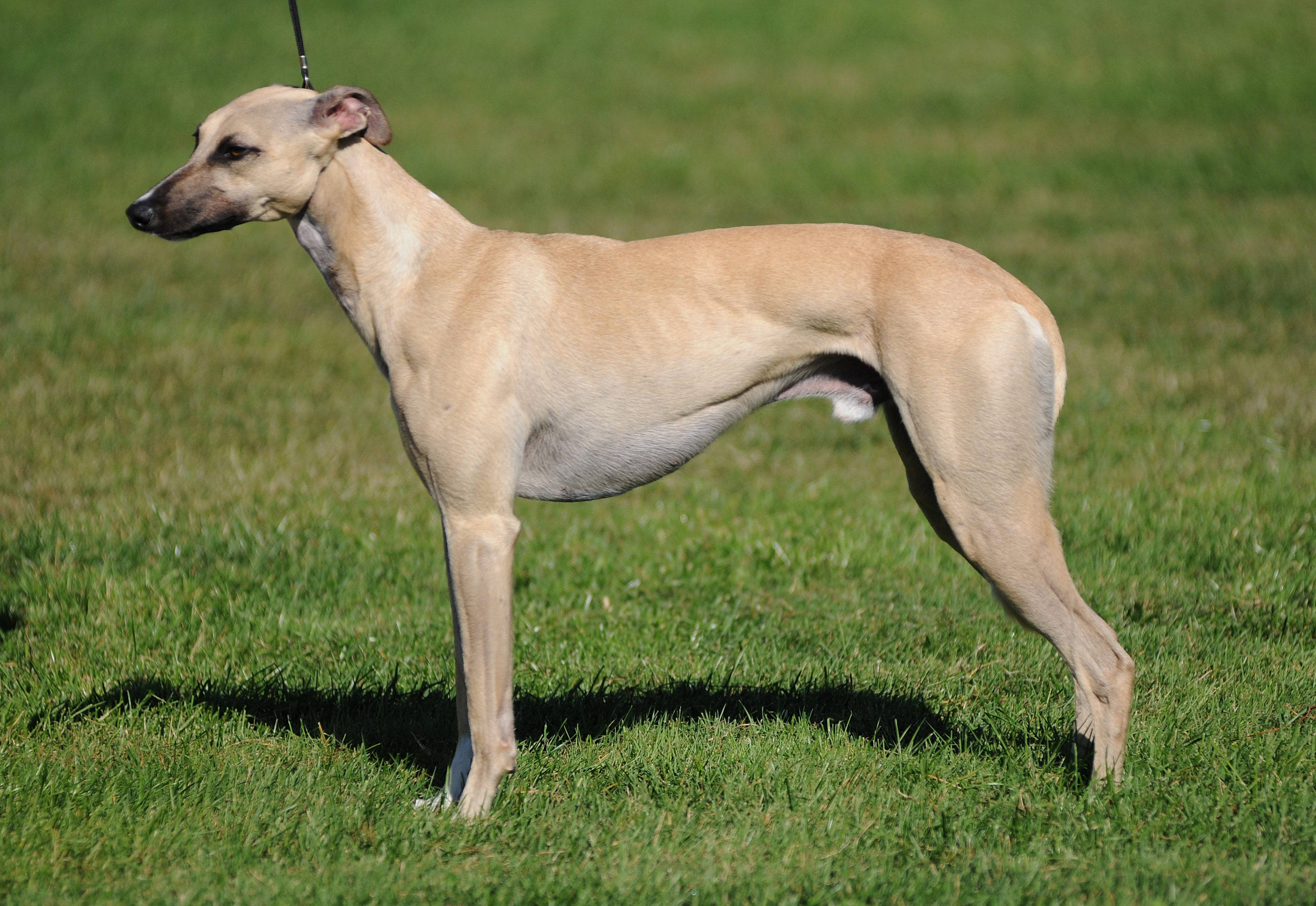
Whippet, Kleiner Englischer Windhund (okzidentaler Typ)
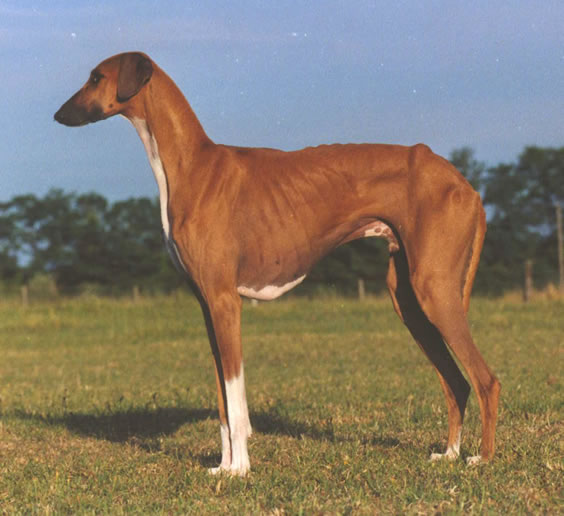
Azawakh, Tuareg-Windhund (orientaler Typ)
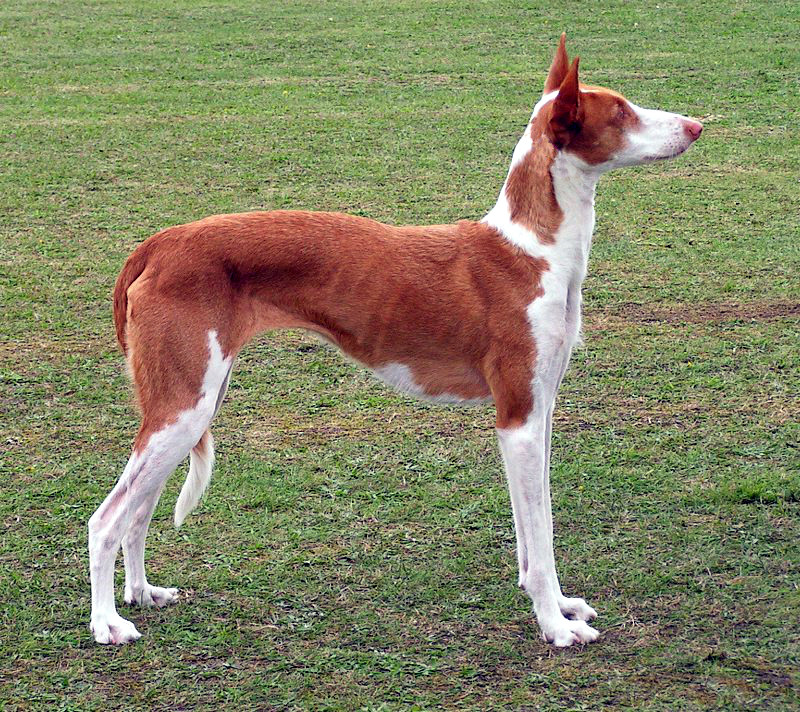
Podenco Ibicenco (mediterraner Typ)

Zu den okzidentalen Windhunden gehören Barsoi (russischer Windhund), Chart Polski (polnischer Windhund), Deerhound (schottischer Windhund), Galgo Español (spanischer/iberischer Windhund), Greyhound (großer englischer Windhund), Irish Wolfhound (irischer Windhund), italienisches Windspiel (italienischer Windhund), Magyar Agár (ungarischer Windhund) sowie Whippet (kleiner englischer Windhund). 
Zu den orientalen Windhunden gehören Afghanischer Windhund (Afghane), Azawakh (Tuareg-Windhund), Saluki (persischer Windhund) und Sloughi (nordafrikanischer Windhund). 
Zu den mediterranen Windhunden zählen Cirneco dell’Etna, Pharaoh Hound, Podenco Canario, Podenco Ibicenco und Podengo Português.

### Nach Jagdverhalten
Windhunde können zusätzlich aufgrund ihres Jagdverhaltens unterteilt werden in Rassen, die ihre Beute einholen und töten sollen (kill, zum Beispiel Greyhound, Whippet, Silken Windsprite, Irish Wolfhound), und Rassen, die ihre Beute einholen und at bay festhalten sollen, bis der Jäger eintrifft und die Beute tötet (zum Beispiel Azawakh, Deerhound).

### FCI-Windhunderassen
Von der FCI werden derzeit dreizehn Rassen in der Gruppe 10 und fünf Rassen in der Gruppe 5 anerkannt, die sich in Haarkleid, Größe und Erscheinungsbild stark unterscheiden. Die folgenden Windhundrassen sind derzeit in der FCI-Gruppe 10 anerkannt:

#### Sektion 1: Langhaarige oder befederte Windhunde
- Afghanischer Windhund (Afghane)
- Barsoi
- Saluki

#### Sektion 2: Rauhhaarige Windhunde
- Deerhound
- Irischer Wolfshund

#### Sektion 3: Kurzhaarige Windhunde
- Azawakh
- Chart Polski
- Galgo Español
- Greyhound
- Italienisches Windspiel
- Magyar Agar (Ungarischer Windhund)
- Sloughi
- Whippet

### Windhundähnliche Rassen
In der FCI-Gruppe 5 befinden sich die folgenden windhundähnlichen Rassen, die manchmal auch als „Mediterrane Windhunde“ bezeichnet werden:
- Cirneco dell’Etna
- Pharaoh Hound (Kelb tal-Fenek)
- Podenco Canario
- Podenco Ibicenco
- Podengo Português

### Nicht FCI-anerkannte Windhundrassen
- American Staghound
- Chortaj
- Kritikos Lagonikos (vom VDH national für Deutschland anerkannt; im Folgenden kurz: VDH anerkannt)
- Longhaired Whippet/Silken Windsprite (VDH anerkannt)
- Mittelasiatischer Tazi
- Mudhol Hound
- Podenco Andaluz (VDH anerkannt)
- Silken Windhound
- Taigan (VDH anerkannt)

### Hybridhunde mit Windhundanteil
- Lurcher
- Longdog